# Mali Nebotičnik, Ljubljana
Mali Nebotičnik je poslovno-stanovanjska zgradba, ki se nahaja na križišču Igriške in Gregorčičeve ulice (Ljubljana). 
Zgradba, delo arhitekta Hermana Husa, je izoblikovana iz dveh krakov ob ulicah ter vogalnega stolpiča; najbolj znana je po vogalu, ki je najvišji del celotne zgradbe in je oblikovan kot izbočena prizma.

## Zgodovina
Stavba je bila zgrajena leta 1933, pri čemer je bilo potrebno načrt zgradbe prilagoditi Igriški ulici, ki poteka diagonalno na Gregorčičevo ulico. Ob izgradnji je veljala za visoko-standardno zgradbo; tako je med prvimi zgradbami v Ljubljani imela dvigalo, pri čemer so bila stanovanja oblikovana z večjim prostorskim obsegom. Že od začetka so se v pritličju nahajali lokali, medtem ko je bila zasnova strehe naknadno spremenjena: sprva so bile na njej terase, nato pa so jo preuredili v ateljeje s stanovanji. Na fasadi zgradbe se nahaja tudi vogalni kip Mati z otrokom, delo kiparja Franceta Kralja.
V zgradbi so živeli naslednji znani ljudje: slikar France Godec, umetnica Eta Sadar Breznik, prof. Jožko Prezelj, ravnatelj Josip Reisner, Osip in Helena Šest, arhitekt Vinko Glanz, igralec Edvard Gregorin, prevajalka Meta Sever, arhitekt Janez Žan, arhitekt Matija Stupica, oblikovalci Luka Žan, Matevž Medja, Barbara Stupica in Evita Lukež, urednik Bogdan Capuder, igralke Vida, Katja in Barbara Levstik, glasbeniki Peter Bedjanič, Igor Ozim in Romeo Drückner,...